# Museu de Les Encartaciones
El Museu de Les Encartaciones ubicat a l'antiga  'Casa de Juntes de Avellaneda'  situada al municipi de Sopuerta a la comarca d'Encartaciones (Biscaia), al límit amb el municipi de Zalla, constitueix el símbol més emblemàtic i identificable de la comarca de les Encartaciones.

## Història
Edat Moderna:
Cap a 1500, amb la finalització de les guerres banderizas i l'inici de la renaixença, les estructures organitzatives es van modernitzar. Europa entrava en una nova època i, a nivell local basc, això es va reflectir en la renovació arquitectònica dels pobles -es van crear centenars de masos, esglésies, ermites ...-, el creixement del comerç o la renovació de les estructures polítiques. D'aquesta manera, les Juntes d'Abellaneda -com va passar a Gernika i Gerediaga- van passar a ser reunions en què cada vall o concejo enviava un representant per discutir problemes comuns a la comarca. Aquestes reunions estaven presidides pel Tinent Corregidor, representant del principal que se situava a Gernika. Per acudir a les Juntes Generals de Gernika -igual que feien els del Duranguesado- dels encartats triaven un o dos representants per a tota la comarca.
Els consells o valls representats eren Tres Concejos (Santurtzi, Sestao i Trapagaran), Quatre Concejos (Muskiz, Zierbena, Santa Juliana d'Abanto i Sant Pere d'Abanto), Sopuerta, Galdames, Gordexola, Gueñes, Zalla, Arcentales, Trucíos i Carranza. Les viles de Portugalete, Balmaseda i Lanestosa, encara que encaixades dins el marc cultural i territorial de les Encartaciones, tenien un estatus jurídic diferenciat, igual que passava amb la resta de les de Biscaia. De vegades també prenien part dels denominats Aforados de Moneo, un grup de petits pobles de nord de Burgos que havien establert una sèrie de relacions amb les Encartaciones, beneficiant-se de les condicions legals d'aquells. No està molt ben estudiat la raó d'aquesta relació i de la seva participació puntual en les Juntes d'Abellaneda però la veritat és que així va ocórrer durant un temps.Els Aforados de Moneo eren: Moneo, Bustillo, Villalacre, Villarán, Momendiano, Villaventín, Bascuñuelos i Paresotas.
Amb la modernització de les estructures polítiques a principis de segle xvi, van aparèixer també noves necessitats com la creació d'un espai fix i tancat que permetés realitzar convenientment les Juntes. Això va fer que, cap a 1500, es construís una casa de juntes que, segons sembla, es va quedar petita ràpidament pel que, en 1590, es va encarregar la construcció d'una nova la rematada final es va produir en 1632 amb la col·locació del gran escut que a dia d'avui encara podem veure. Aquest edifici era un gran casalot cúbic amb arc de mig punt que seguia principalment criteris renaixentistes. Disposava de dues plantes, la de baix per a presó, i la de dalt per a les Juntes. Al davant va haver de situar-se una ermita (denominada de l'Àngel) que es va reformar completament en 1675-1676.
Al segle xviii es va construir l'anomenada Posada dels Junteros, avui convertida en hotel i casa rural, i la Casa del Corregidor, actuals oficines del Museu de les Encartaciones. La construcció de la Posada va suposar, però, la desaparició de l'ermita de l'Àngel, avui limitada a un petit afegit a una aigua a l'antiga Posada. El segle xviii va ser, però, un període conflictiu, ja que els consells encartats van discutir constantment sobre la conveniència de suprimir les seves juntes i integrar-se plenament (de manera individual, no com a comarca) en les de Gernika com ja havien fet en 1629 els del Duranguesado. Finalment, després de nombroses disputes i escissions de diferents valls i concejos, en 1801 es va decidir suprimir les Juntes i la integració plena de cada municipi en les Juntes de Gernika.
Segles XIX, XX i XXI:
Amb la supressió de les Juntes, la Casa de Juntes entrar en un procés de deteriorament que la Diputació va aconseguir frenar a principis de segle xx. En aquest moment es va encarregar una gran reforma a l'arquitecte Antonio Carvelaris que li va tornar el seu aspecte original. Anys després es va decidir convertir la Casa de Juntes en un museu, acollint peces aportades principalment per religiosos i personatges rellevants de les Encartaciones. Així, el 26 de juliol de 1934 es va inaugurar el Museu de les Encartaciones, un dels més antics de Biscaia.
La guerra civil i la postguerra van haver de afectar l'edifici ja que en els anys 40 es van fer diversos reformes i se li va afegir un petit altell a la teulada. Finalment, a mitjan el segle XX es va encarregar a l'arquitecte Eugeni d'Aguinaga la reforma de l'edifici que es va haver de perllongar fins a principis dels anys 60, moment en què es va reinaugurar amb el nom de Museu de la Casa de Juntes d'Avellaneda. L'obra d'Eugenio María d'Aguinaga va ser molt profunda, considerant que l'edifici havia perdut la seva empremta com a torre, nom que se li donava erròniament en alguns documents a causa de altura que agafaven alguns dels seus murs a l'estar construït en pendent. Per això, Aguinaga va decidir afegir un alt tercer pis rematat amb merlets i va obrir nombroses finestres que imitaven estils propis de segle XVI. També va fer el mateix a la Casa del Corregidor. Per dins, va intentar dotar de solemnitat a l'edifici, reconstruint les seves plantes en fusta noble i afegint una señalable escala de cargol en pedra. Va crear d'aquesta manera, un edifici eclèctic en el qual barrejava estils diversos i a què va dotar, tot i respectar les parts més antigues dels edificis (murs, escut ...), d'una nova imatge. Fins i tot per a unir la Casa de Juntes i la Casa del Corregidor va crear un passadís volat. Va néixer així un bell edifici, molt significatiu i molt visual però que s'allunyava molt de la imatge real que va tenir d'ençà el segle XVI fins al segle XIX.
Finalment, el 1989, per encàrrec de les Juntes Generals de Biscaia (propietàries ja de les seus històriques de Gernika, Abellaneda i Gerediaga), els arquitectes Javier Muñoz i Josu Urriolabeitia van dur a terme l'última gran reforma de l'edifici per tal de convertir-lo en un museu modern, dinàmic i capaç de dur a terme activitats diverses. Amb aquest objectiu, es van prendre les següents decisions. Refer interiorment tot l'edifici ja que les plantes de fusta eren modernes (de mitjan el segle XX) i no corresponien al moment de creació de la casa -el mateix es va fer a la Casa del Corregidor- ampliar l'espai construint un edifici modern a la part davantera, a cota més baixa que la casa, i crear un gran saló d'actes sota de la casa del corregidor. Igualment, es va crear una petita sala de juntes on actualment es realitza una reunió anual a més de ser usada per la Mancomunitat de les Encartaciones. El museu va ser inaugurat el 1994, de nou amb el nom de Museu de les Encartaciones.

## L'edifici actual
L'actual Museu de les Encartaciones és un museu modern, pertanyent a Juntes Generals de Biscaia, que té com a objectiu promoure l'estudi, a la investigació i la difusió de tots els aspectes culturals que conformen la comarca de les Encartaciones (història, antropologia, patrimoni, art ...), aquesta entesa en el seu sentit històric, és a dir incloent els municipis que conformen les actuals Encartaciones així com els que formen part de les actuals Marge Esquerra i Zona Minera, esqueixats de les Encartaciones el 1978 i integrats des de llavors en la comarca del Gran Bilbao. Un altre gran objectiu és promoure el coneixement de les Juntes Generals de Biscaia.
El Museu de les Encartaciones realitza nombrosos projectes de recerca, exposicions i publicacions. A més, compta amb un important programa pedagògic que atrau milers d'alumnes i alumnes tots els anys. Igualment realitza funcions d'adquisició i restauració de patrimoni, col·labora amb ajuntaments i entitats culturals i educatives de tot tipus, i porta a terme un ampli nombre d'activitats culturals i de difusió, des de conferències, tallers, exposicions externes, altres publicacions ... a itineraris culturals, activitats per família, etc ... El seu programa és molt ampli i es pot consultar a la seva pàgina web i en les xarxes socials.